# George Szell
György Széll, mais conhecido pelo nome anglificado George Szell, pronunciado "Cel" (7 de Junho de 1897 – 30 de Julho de 1970) foi um maestro e compositor de origem húngara. É hoje lembrado pela longa e prolífica permanência como director musical da Cleveland Orchestra entre 1946 e 1970 e pelas numerosas gravações que fez de diversas obras com a Orquestra de Cleveland e outras. Diz-se que Szell, de entre todos os maestros, tinha uma batuta "extremamente afiada" porque era reconhecida a sua precisão interpretativa.

## Gravações
Uma selecção das gravações de Szell (todas com a Cleveland Orquestra excepto onde assinalado):
- Ludwig van Beethoven: As 9 Sinfonias (1957-64, Sony)
- Ludwig van Beethoven: Concertos p/ piano; Leon Fleisher (p) (1959-61, Sony)
- Ludwig van Beethoven: Missa Solemnis (1967, TCO)
- Johannes Brahms: Concertos p/ piano; Leon Fleisher (p) (1958 & 1962, Sony)
- Johannes Brahms: Concertos p/ piano; Rudolf Serkin (p) (1968 & 1966, Sony)
- Johannes Brahms: Concerto p/ violino; David Oistrakh (vn) (1969, EMI)
- Johannes Brahms: Concerto p/ violino e violoncelo; David Oistrakh (vn), Mstislav Rostropovich (vc) (1969, EMI)
- Antonín Dvorák: Sinfonias n.º 7-9 (1958-60, Sony)
- Antonín Dvorák: Danças Eslavónicas (1962-65, Sony)
- Antonín Dvorák: Concerto p/ violoncelo; Pablo Casals (vc)/Orquestra Filarmónica Checa (1937, HMV)
- Antonín Dvorák: Concerto p/ violoncelo; Pierre Fournier (vc) / Orquestra Filarmónica de Berlim (1962, DG)
- Joseph Haydn: Sinfonias n.º 92-99 (1957-69, Sony)
- Zoltán Kodály: Háry János Suíte (1969, Sony)
- Gustav Mahler: Sinfonia n.º 4; Judith Raskin (S) (1965, Sony)
- Gustav Mahler: Sinfonia n.º 6 (1967, Sony)
- Gustav Mahler: Des Knaben Wunderhorn; Elisabeth Schwarzkopf (S), Dietrich Fischer-Dieskau(Br) /Orquestra Sinfónica de Londres (1968, EMI)
- Felix Mendelssohn: Sinfonia n.º. 4 (1962, Sony)
- Felix Mendelssohn: Música para Sonho de uma Noite de Verão, op.21 & 61 (1967, Sony)
- Wolfgang Amadeus Mozart: Sinfonias n.º 35, 39-41 (1960-63)
- Wolfgang Amadeus Mozart: Serenata n.º 13 em Sol M, K.525 'Eine kleine Nachtmusik'(1968, Sony)
- Wolfgang Amadeus Mozart: Concertos p/ piano; Robert Casadesus (p) (1955-68, Sony)
- Wolfgang Amadeus Mozart: Quartetos c/ piano n.º 1-2; Quarteto de Cordas de Budapeste, Szell (p) (1946, Sony)
- Wolfgang Amadeus Mozart: Sonatas p/ violino, K.301 & K.296; Raphael Druian (vn), Szell (p) (1967, Sony)
- Modest Mussorgsky: Quadros numa Exposição (1963, Sony)
- Sergei Prokofiev: Sinfonia n.º 5 (1959, Sony)
- Sergei Prokofiev: Concertos p/ piano n.º 1 & 3; Gary Graffman (p) (1966, Sony)
- Franz Schubert: Sinfonia n.º 9 "A Grande" (1957, Sony)
- Robert Schumann: As Sinfonias (1958-60, Sony)
- Jean Sibelius: Sinfonia n.º 2; Orquestra do Royal Concertgebouw (1964, Philips)
- Jean Sibelius: Sinfonia n.º 2 (1970, Sony) - última gravação de Szell
- Richard Strauss: Don Juan (1957, Sony)
- Richard Strauss: Don Quixote; Pierre Fournier (vc), Abraham Skernick (va) (1960, Sony)
- Richard Strauss: Till Eulenspiegels lustige Streiche (1957, Sony)
- Richard Strauss: Tod und Verklärung (1957, Sony)
- Richard Strauss: 4 Últimas Canções; Elisabeth Schwarzkopf (S) / Radio-Symfonie-Orchester Berlin (1965, EMI)
- Igor Stravinsky: Suíte "O Pássaro de Fogo" (vers. 1919) (1961, Sony)
- Pyotr Tchaikovsky: Sinfonia n.º 4; Orquestra Sinfónica de Londres (1962, Decca)
- Pyotr Tchaikovsky: Sinfonia n.º 5 (1959, Sony)
- Richard Wagner: Aberturas, Prelúdios & Extratos do Anel (1962-68, Sony)
- William Walton: Sinfonia n.º 2 (1961, Sony)
- William Walton: Partita p/ Orquestra (1959, Sony)
- William Walton: Variações sobre um Tema de Hindemith (1964, Sony)